# باول برادلي كار
باول برادلي كار (بالإنجليزية: Paul Carr)‏ هو صحفي وكاتب بريطاني، ولد في 7 ديسمبر 1979 في دنفيرملين في المملكة المتحدة.

## وصلات خارجية
- الموقع الرسمي
- باول برادلي كار على موقع إن إن دي بي (الإنجليزية)